# 55772 Лодер
55772 Лодер (55772 Loder) — астероїд головного поясу, відкритий 30 грудня 1992 року.
Тіссеранів параметр щодо Юпітера — 3,612.